# Langfingerfrösche
Die Langfingerfrösche (Arthroleptidae) bilden eine Familie der Froschlurche (Anura). Sie kommen im kontinentalen Afrika südlich der Sahara vor. Zwei Arten treten endemisch auf den Inseln Príncipe und Bioko im Golf von Guinea auf.

## Beschreibung
Es handelt sich überwiegend um kleinere Frösche. Einige Arten der Gattung Arthroleptis erreichen eine Kopf-Rumpf-Länge von nur 15 Millimetern. Die größte Art ist Trichobatrachus robustus, deren Männchen 130 Millimeter lang werden können. Diese Art ist die einzige in der Familie der Langfingerfrösche, bei der die Männchen regelmäßig größer werden als die Weibchen.
Ein weiteres Merkmal, von dem auch die deutschsprachige Bezeichnung herrührt, sind die auffällig verlängerten Finger der Männchen bei einigen Arten der Gattungen Arthroleptis und Cardioglossa. Der dritte Finger ist zwei- bis dreimal länger als die übrigen Finger. Diese Form des Geschlechtsdimorphismus findet man sonst bei keinen anderen Froschlurchen. Ihre Funktion ist unklar.
Bei den Gattungen Astylosternus, Scotobleps und Trichobatrachus, haben sowohl die Männchen als auch die Weibchen Klauen an den Beinen. Es sind dies die Endglieder der Zehen, die durch die Haut stoßen und der Verteidigung dienen. Zusätzlich gibt es bei Trichobatrachus-Männchen dünne fadenförmige Hautstrukturen, die wie Haare aussehen und an den Flanken und Schenkeln auftreten. Die einzige Art der Gattung, Trichobatrachus robustus, wird daher auch Haarfrosch genannt. Die Funktion dieser Hautanhänge ist noch nicht endgültig geklärt. Einerseits vergrößern sie die Oberfläche für die Hautatmung, da sie gut durchblutet sind, andererseits könnten sie als Schutz gegen Verletzungen bei Rivalenkämpfen unter den Männchen zur Paarungszeit dienen.
Die Frösche besitzen acht präsakrale Wirbel, die ersten beiden sind nicht, wie bei vielen anderen Froschfamilien, miteinander verwachsen. Das Sternum ist teilweise knorpelig ausgebildet, was die Arthroleptidae von den Ranidae unterscheidet, zu denen sie früher oft gezählt wurden. Die Ranidae haben ein verknöchertes Sternum.
Die Färbung der meisten Arten ist unauffällig und umfasst Braun- und Grautöne, einige Arten der Gattungen Leptodactylodon, Cardioglossa und Leptopelis (Waldsteigerfrösche) weisen jedoch eine lebhafte Färbung auf. Einige Waldsteigerfrösche haben sehr große, rot oder gelb gefärbte Augen. Die Farbmuster der Arten der Gattung Cardioglossa machen diese zu den farbenprächtigsten Amphibien Afrikas.

## Vorkommen
Nur zwei Gattungen, nämlich Arthroleptis und Leptopelis kommen im südlichen und östlichen Afrika vor, die anderen sind in West- und Zentralafrika verbreitet. Die Gattungen Leptodactylodon, Nyctibates, Scotobleps und Trichobatrachus leben ausschließlich in den tiefer liegenden Waldzonen um den Golf von Guinea. Auf der Insel Príncipe, die diesem Golf vorgelagert ist, lebt Leptopelis palmatus als Endemit. Ebenfalls endemisch ist die Art Arthroleptis bioko, die auf der zu Äquatorialguinea gehörenden Insel Bioko, ebenfalls im Golf von Guinea gelegen, entdeckt und im Jahr 2010 beschrieben wurde. Auf Bioko leben auch weitere Arten der Gattungen Arthroleptis und Leptopelis, die aber auch auf dem Festland vertreten sind. Arthroleptis bioko kommt bis in 1820 Metern Höhe vor, die Höhenverteilung der gesamten Familie liegt zwischen Seehöhe und 2700 Metern über dem Meeresspiegel.

## Lebensweise
Eine Kaulquappenphase weisen zwar die meisten Vertreter der Familie auf, es gibt jedoch auch solche mit einer direkten Larvenentwicklung innerhalb der Eier, aus denen schließlich fertige Jungfrösche schlüpfen. Dies ist bei allen Arten der namensgebenden Gattung Arthroleptis sowie vermutlich einem Teil der Leptopelis-Arten der Fall. Viele Langfingerfrösche leben in Wäldern, einige Arten kommen auch in feuchtem Grasland vor. Die meisten Arten leben auf dem Boden in der Laubstreu, Waldsteigerfrösche (gattung Leptopelis) sind jedoch hauptsächlich auf Bäumen zu finden. Der nur 2,5 Zentimeter lange Höhlenfrosch (Arthroleptis troglodytes) lebt in Höhlen und unter Steinen.
Die Frösche ernähren sich von verschiedenen Gliederfüßern, die sie in der Streu finden, einige größere Arten fressen hauptsächlich Süßwasserschnecken.

## Systematik und Taxonomie
Die Langfingerfrösche gehören zusammen mit den verwandten Kurzkopffröschen (Brevicipitidae), den Hemisotidae und den Riedfröschen (Hyperoliidae) zu den Afrobatrachia.

### Unterfamilien

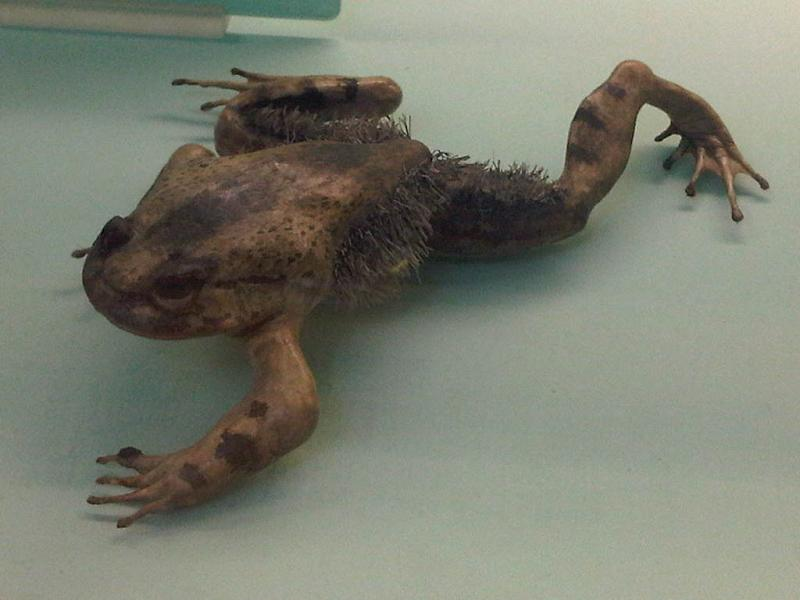
Haarfrosch (Trichobatrachus robustus); getrocknetes Museumsexemplar

Gegenwärtig werden drei Unterfamilien unterschieden. Die artenreichste, die Arthroleptinae, wurde früher entweder zu den Echten Fröschen (Ranidae) oder auch zu den Riedfröschen (Hyperoliidae) gestellt. Zeitweise wurden auch noch die Gattungen der ehemaligen Familie Astylosternidae (unter anderem mit dem Haarfrosch) in die Arthroleptinae integriert; später wurde erstere als Astylosterninae wieder in den Unterfamilienrang erhoben, da sie als Schwestergruppe aller übrigen Langfingerfrösche ermittelt worden war. Die dritte Unterfamilie, die Waldsteigerfrösche (Leptopelinae), die früher lange den Riedfröschen (Hyperoliidae) zugerechnet wurden, steht phylogenetisch möglicherweise innerhalb der Arthroleptinae. Nach wie vor gilt die Systematik der Arthroleptidae aber als nicht zufriedenstellend geklärt.

### Arten

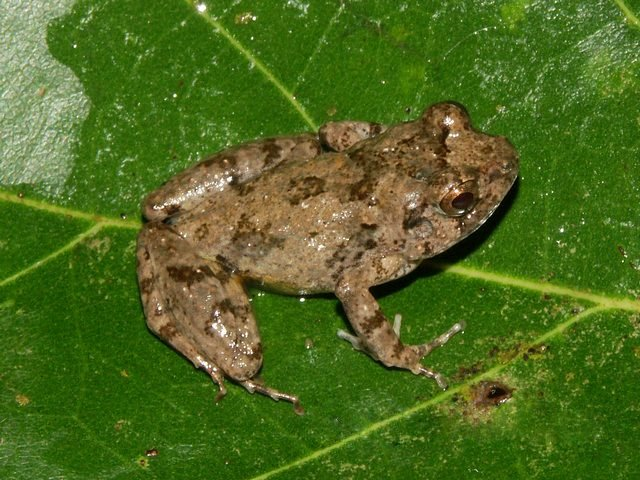
Arthroleptis adelphus

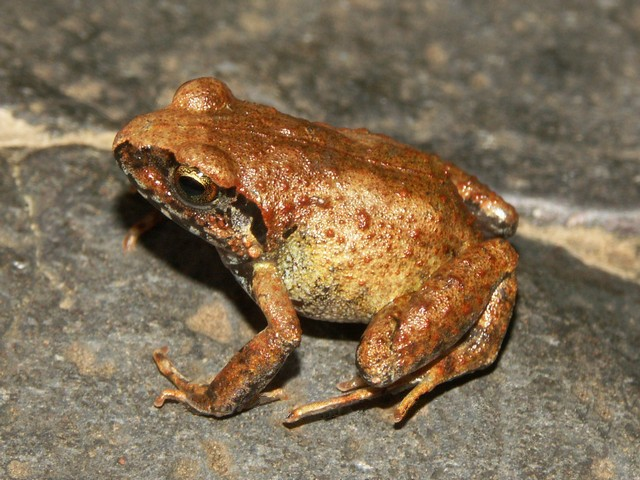
Arthroleptis palava

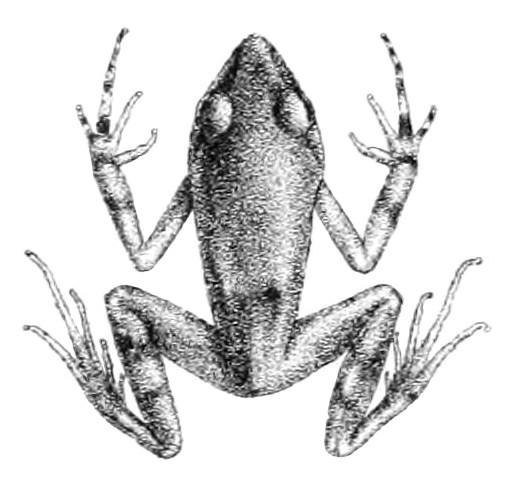
Arthroleptis poecilonotus

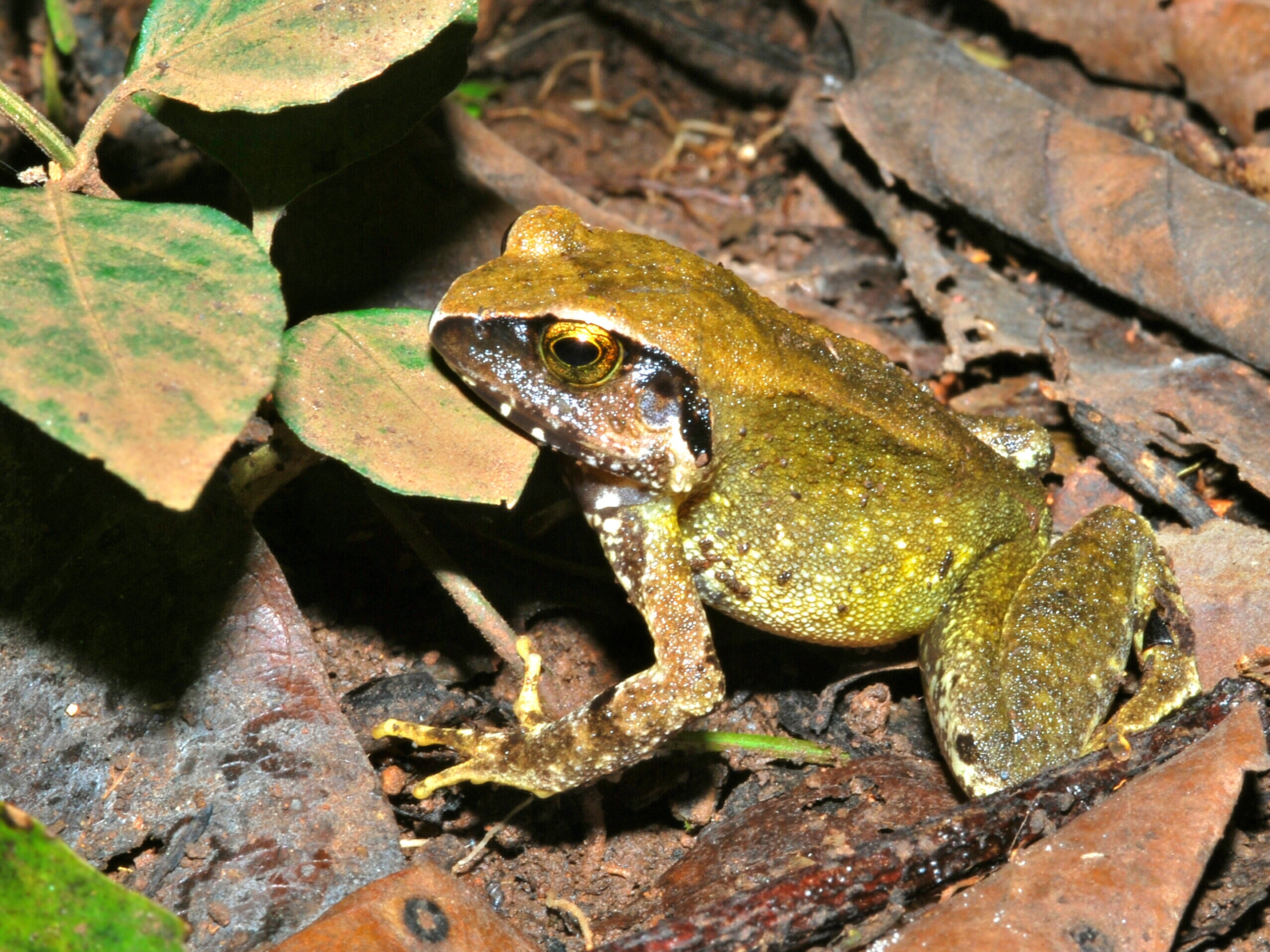
Arthroleptis variabilis

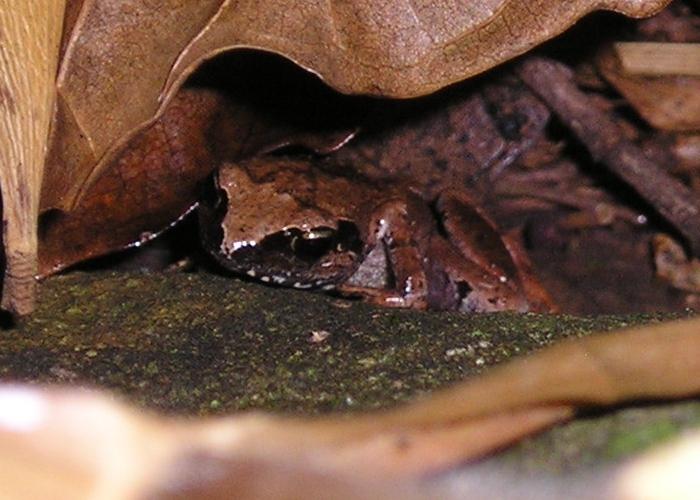
Arthroleptis wahlbergii

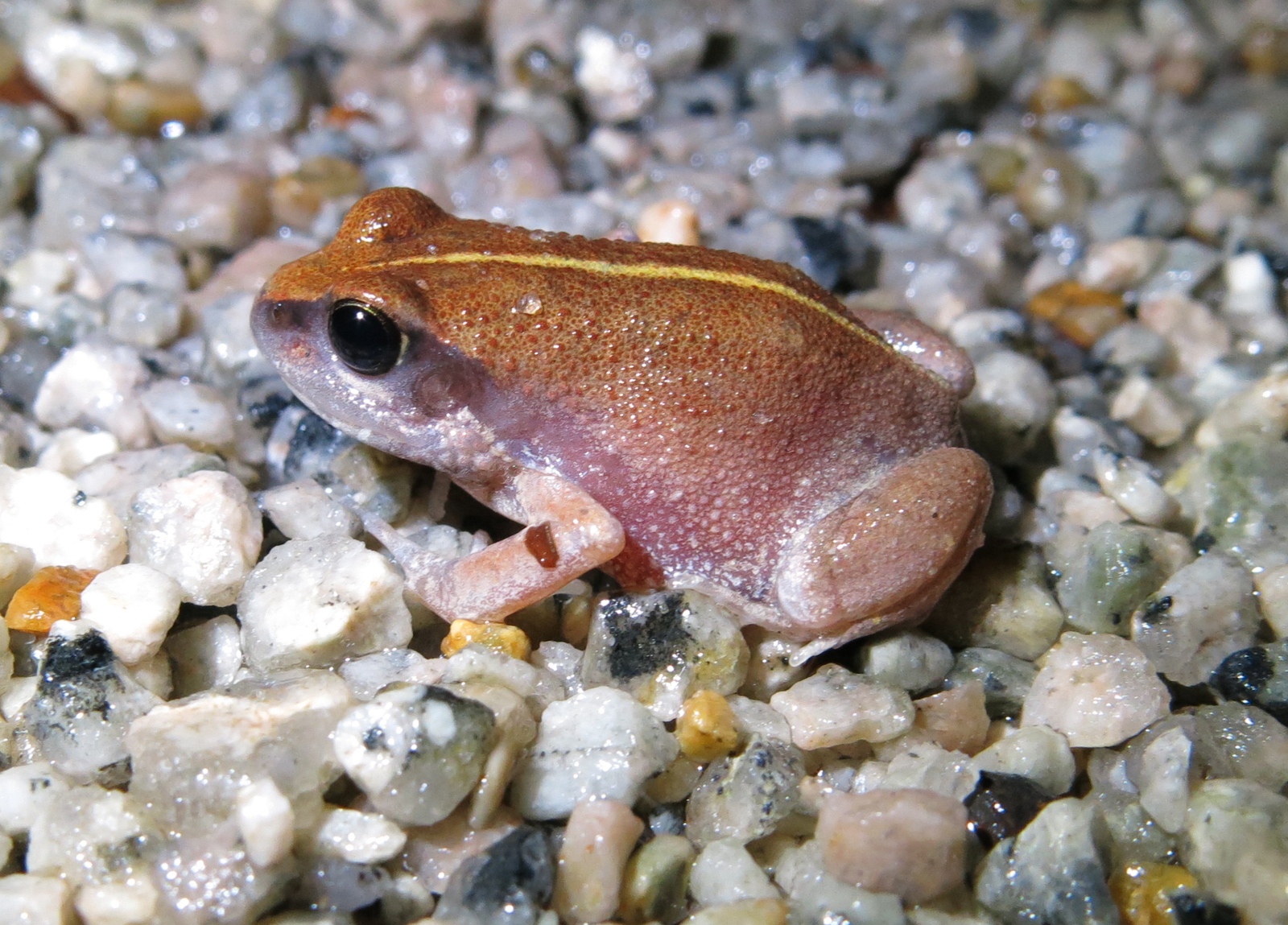
Arthroleptis xenochirus

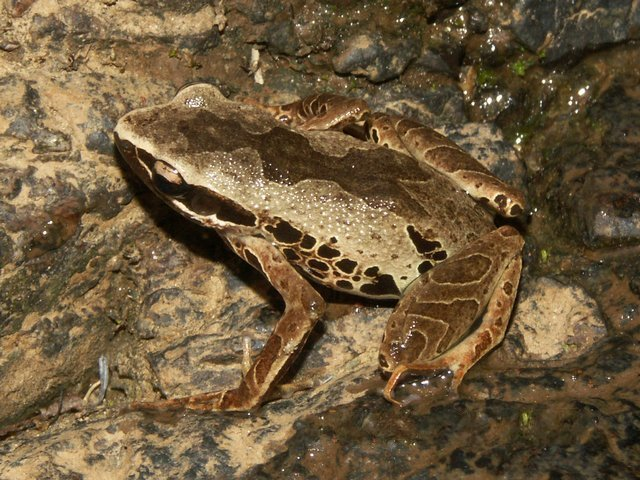
Cardioglossa leucomystax

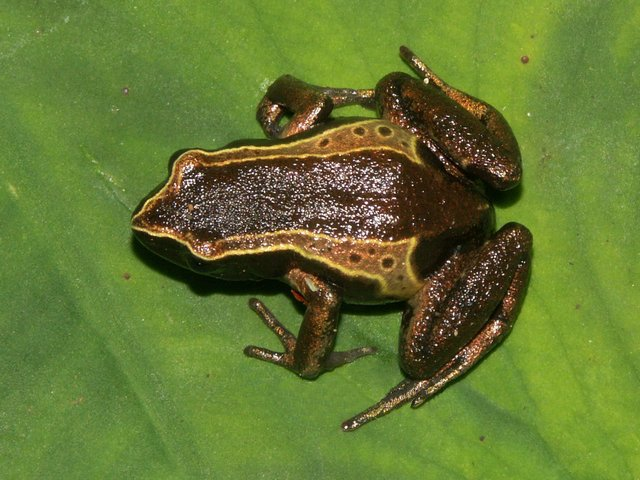
Cardioglossa oreas

In der Referenzliste Amphibian Species of the World umfasst die Familie 152 Arten.
Stand: 3. November 2023
Unterfamilie Arthroleptinae Mivart, 1869 (67 Arten)
- Gattung Arthroleptis Smith, 1849 (49 Arten)
  - Arthroleptis adelphus Perret, 1966
  - Arthroleptis adolfifriederici Nieden, 1911
  - Arthroleptis affinis Ahl, 1939
  - Arthroleptis anotis Loader, Poynton, Lawson, Blackburn & Menegon, 2011[9]
  - Arthroleptis aureoli (Schiøtz, 1964)[10]
  - Arthroleptis bioko Blackburn, 2010
  - Arthroleptis bivittatus Müller, 1885
  - Arthroleptis brevipes Ahl, 1924
  - Arthroleptis carquejai Ferreira, 1906
  - Arthroleptis crusculum Angel, 1950
  - Arthroleptis fichika Blackburn, 2009
  - Arthroleptis formosus Rödel, Kouamé, Doumbia & Sandberger, 2011
  - Arthroleptis francei Loveridge, 1953
  - Arthroleptis hematogaster (Laurent, 1954)
  - Arthroleptis kidogo Blackburn, 2009
  - Arthroleptis krokosua Ernst, Agyei & Rödel, 2008
  - Arthroleptis kutogundua Blackburn, 2012
  - Arthroleptis lameerei De Witte, 1921
  - Arthroleptis langeri Rödel, Doumbia, Johnson & Hillers, 2009
  - Arthroleptis loveridgei De Witte, 1933
  - Arthroleptis mossoensis (Laurent, 1954)
  - Arthroleptis nguruensis Poynton, Menegon & Loader, 2009
  - Arthroleptis nikeae Poynton, 2003
  - Arthroleptis nimbaensis Angel, 1950
  - Arthroleptis nlonakoensis (Plath, Herrmann & Böhme, 2006)
  - Arthroleptis nyungwensis Dehling, 2023[11]
  - Arthroleptis palava Blackburn, Gvoždik & Leaché, 2010
  - Arthroleptis perreti Blackburn, Gonwouo, Ernst & Rödel, 2009
  - Arthroleptis phrynoides (Laurent, 1976)
  - Arthroleptis poecilonotus Peters, 1863
  - Arthroleptis pyrrhoscelis Laurent, 1952
  - Arthroleptis reichei Nieden, 1911
  - Arthroleptis schubotzi Nieden, 1911
  - Arthroleptis spinalis Boulenger, 1919
  - Arthroleptis stenodactylus Pfeffer, 1893
  - Arthroleptis stridens (Pickersgill, 2007)
  - Arthroleptis sylvaticus (Laurent, 1954)
  - Arthroleptis taeniatus Boulenger, 1906
  - Arthroleptis tanneri Grandison, 1983
  - Arthroleptis troglodytes Poynton, 1963
  - Arthroleptis tuberosus Andersson, 1905
  - Arthroleptis variabilis Matschie, 1893
  - Arthroleptis vercammeni (Laurent, 1954)
  - Arthroleptis wagneri FitzSimons, 1930[12]
  - Arthroleptis wahlbergii Smith, 1849
  - Arthroleptis xenochirus Boulenger, 1905
  - Arthroleptis xenodactyloides Hewitt, 1933
  - Arthroleptis xenodactylus Boulenger, 1909
  - Arthroleptis zimmeri (Ahl, 1925)
- Gattung Cardioglossa Boulenger, 1900 – Herzzüngler (18 Arten)
  - Cardioglossa alsco Herrmann, Herrmann, Schmitz & Böhme, 2004
  - Cardioglossa annulata Hirschfeld, Blackburn, Burger, Zassi-Boulou &  Rödel, 2015
  - Cardioglossa congolia Hirschfeld, Blackburn, Greenbaum & Rödel, 2015
  - Cardioglossa cyaneospila Laurent, 1950
  - Cardioglossa elegans Boulenger, 1906
  - Cardioglossa escalerae Boulenger, 1903
  - Cardioglossa gracilis Boulenger, 1900
  - Cardioglossa gratiosa Amiet, 1972
  - Cardioglossa inornata Laurent, 1952
  - Cardioglossa leucomystax (Boulenger, 1903)
  - Cardioglossa melanogaster Amiet, 1972
  - Cardioglossa nigromaculata Nieden, 1908
  - Cardioglossa occidentalis Blackburn, Kosuch, Schmitz, Burger, Wagner, Gonwouo, Hillers & Rödel, 2008
  - Cardioglossa oreas Amiet, 1972
  - Cardioglossa pulchra Schiøtz, 1963
  - Cardioglossa schioetzi Amiet, 1982
  - Cardioglossa trifasciata Amiet, 1972
  - Cardioglossa venusta Amiet, 1972

Die Art Arthroleptis lonnbergi  wurde als Mertensophryne lonnbergi in die Gattung Mertensophryne der Familie Bufonidae gestellt.
Arthroleptis wagneri wurde 2018 aus der Synonymie mit Arthroleptis wahlbergii, in die sie 1954 gestellt worden war, entfernt und als eigenständige Art anerkannt. Cardioglossa aureoli wurde in die Gattung Arthroleptis (siehe oben) klassifiziert.
Cardioglossa manengouba wurde mit Cardioglossa oreas synonymisiert.
Unterfamilie Astylosterninae Noble, 1927 (30 Arten)
- Gattung Astylosternus Werner, 1898 (13 Arten)
  - Astylosternus batesi (Boulenger, 1900)
  - Astylosternus diadematus Werner, 1898
  - Astylosternus fallax Amiet, 1978
  - Astylosternus laticephalus Rödel, Hillers, Leaché, Kouamé, Ofori-Boateng, Diaz & Sandberger, 2012
  - Astylosternus laurenti Amiet, 1978
  - Astylosternus montanus Amiet, 1978
  - Astylosternus nganhanus Amiet, 1978
  - Astylosternus occidentalis Parker, 1931
  - Astylosternus perreti Amiet, 1978
  - Astylosternus ranoides Amiet, 1978
  - Astylosternus rheophilus Amiet, 1978
  - Astylosternus robustus (Boulenger, 1900)
  - Astylosternus schioetzi Amiet, 1978

- Gattung Leptodactylodon Andersson, 1903 (15 Arten)
  - Leptodactylodon albiventris (Boulenger, 1905)
  - Leptodactylodon axillaris Amiet, 1971
  - Leptodactylodon bicolor Amiet, 1971
  - Leptodactylodon blanci Ohler, 1999
  - Leptodactylodon boulengeri Nieden, 1910
  - Leptodactylodon bueanus Amiet, 1981
  - Leptodactylodon erythrogaster Amiet, 1971
  - Leptodactylodon mertensi Perret, 1959
  - Leptodactylodon ornatus Amiet, 1971
  - Leptodactylodon ovatus Andersson, 1903
  - Leptodactylodon perreti Amiet, 1971
  - Leptodactylodon polyacanthus Amiet, 1971
  - Leptodactylodon stevarti Rödel & Pauwels, 2003
  - Leptodactylodon ventrimarmoratus (Boulenger, 1904)
  - Leptodactylodon wildi Amiet & Dowsett-Lemaire, 2000

- Gattung Nyctibates Boulenger, 1904 (mit nur einer Art)
  - Nyctibates corrugatus Boulenger, 1904

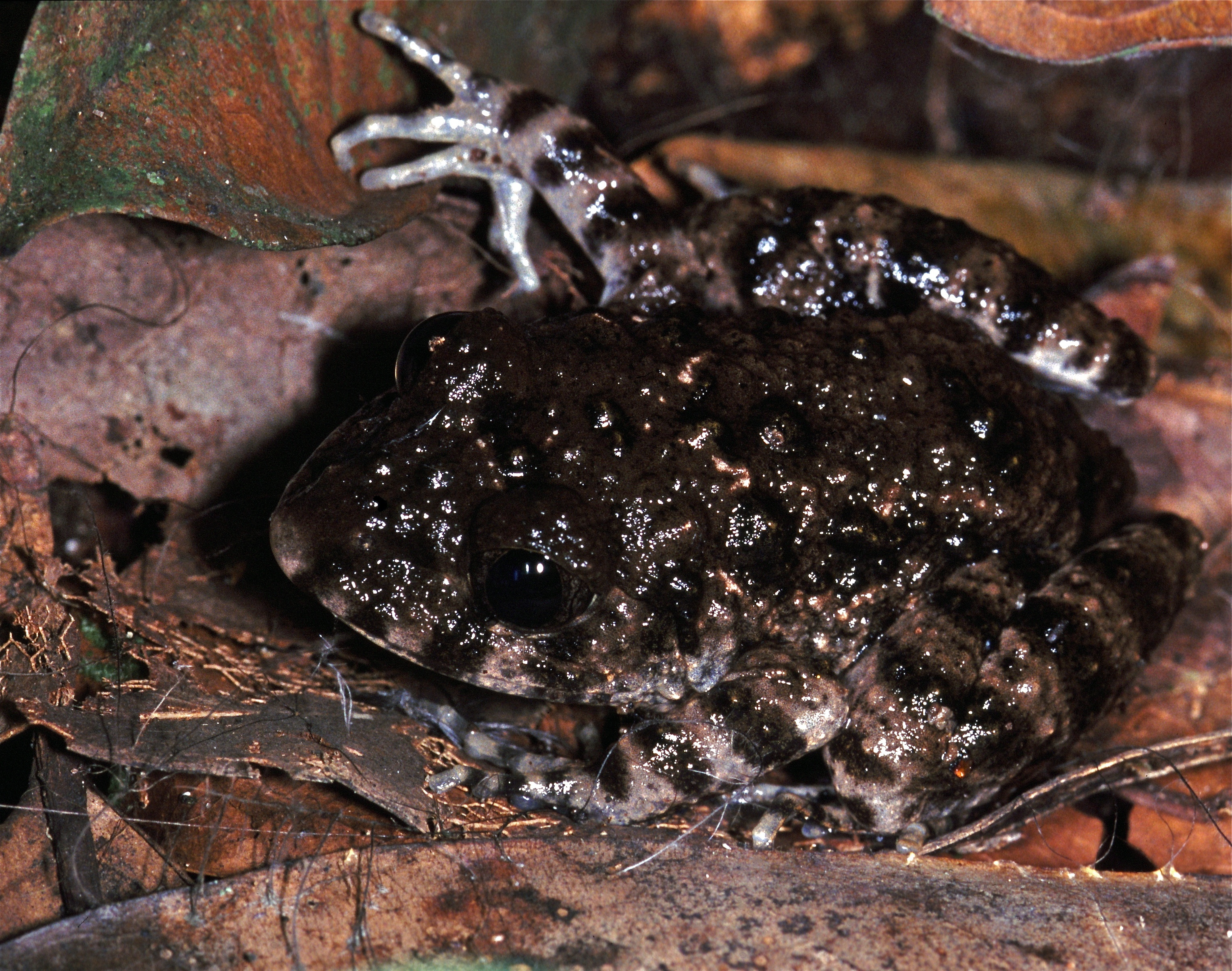
Scotobleps gabonicus

- Gattung Scotobleps Boulenger, 1900 (mit nur einer Art)
  - Scotobleps gabonicus Boulenger, 1900

Der  Haarfrosch Trichobatrachus robustus wurde als Astylosternus robustus in die Gattung Astylosternus gestellt.
Unterfamilie Leptopelinae Laurent, 1972
- Gattung Leptopelis Günther, 1859 – Waldsteigerfrösche (56 Arten, dort aufgelistet)